# 寬頭鯒
寬頭鯒，又稱寬頭牛尾魚，為輻鰭魚綱鮋形目牛尾魚亞目牛尾魚科的其中一種，分布於澳洲海域，屬底棲性魚類，棲息深度可達30公尺，體長可達120公分，生活在沿海、河口區、紅樹林等沙泥底質水域，屬肉食性，以魚類、甲殼類、蠕蟲、章魚等為食，可做為食用魚及遊釣魚。

## 擴展閱讀
維基物種上的相關：寬頭鯒